# Малая Шопурка
Малая Шопу́рка (укр. Мала Шопурка) — река в Украинских Карпатах, в пределах Тячевского и Раховского районов Закарпатской области (Украина). Правый приток Шопурки (бассейн Тисы).

## Описание
Длина реки 28 км, площадь бассейна 121 км². Долина V-образная, на отдельных участках — ущельеподобна, шириной до 300 м. Русло слабоизвилистое, умеренно разветвленное, его ширина до 40 м (в низовьях). Бывают порожистые участки, есть острова. Уклон реки 39 м/км.
Притоки: Шанта, Скуртул (правые); Долгое (левый).

## Расположение
Малая Шопурка берёт начало при восточных склонах горы Малая Куртяска, что на главном хребте Свидовецкого массива. Течёт преимущественно на юг. В пределах пгт Кобылецкая Поляна сливается с рекой Средняя Рика, давая начало реке Шопурки.